# Rocchetta Mattei
La Rocchetta Mattei è una rocca costruita nella seconda metà del XIX secolo, che mescola in modo eclettico stili diversi, dal medievale al moresco; è situata sull'Appennino tosco-emiliano, su di un'altura posta a 407 metri sul livello del mare, in località Savignano, nel comune di Grizzana Morandi, nella città metropolitana di Bologna, sulla strada statale nº 64 Porrettana.
La Rocchetta fu la dimora del conte Cesare Mattei, letterato, politico e medico autodidatta fondatore dell'elettromeopatia, pratica fondata sull'omeopatia. Fëdor Dostoevskij cita il conte ne I fratelli Karamàzov, quando fa raccontare al diavolo di essere riuscito a guarire da terribili reumatismi grazie a un libro e alle gocce del conte Mattei.

## Storia

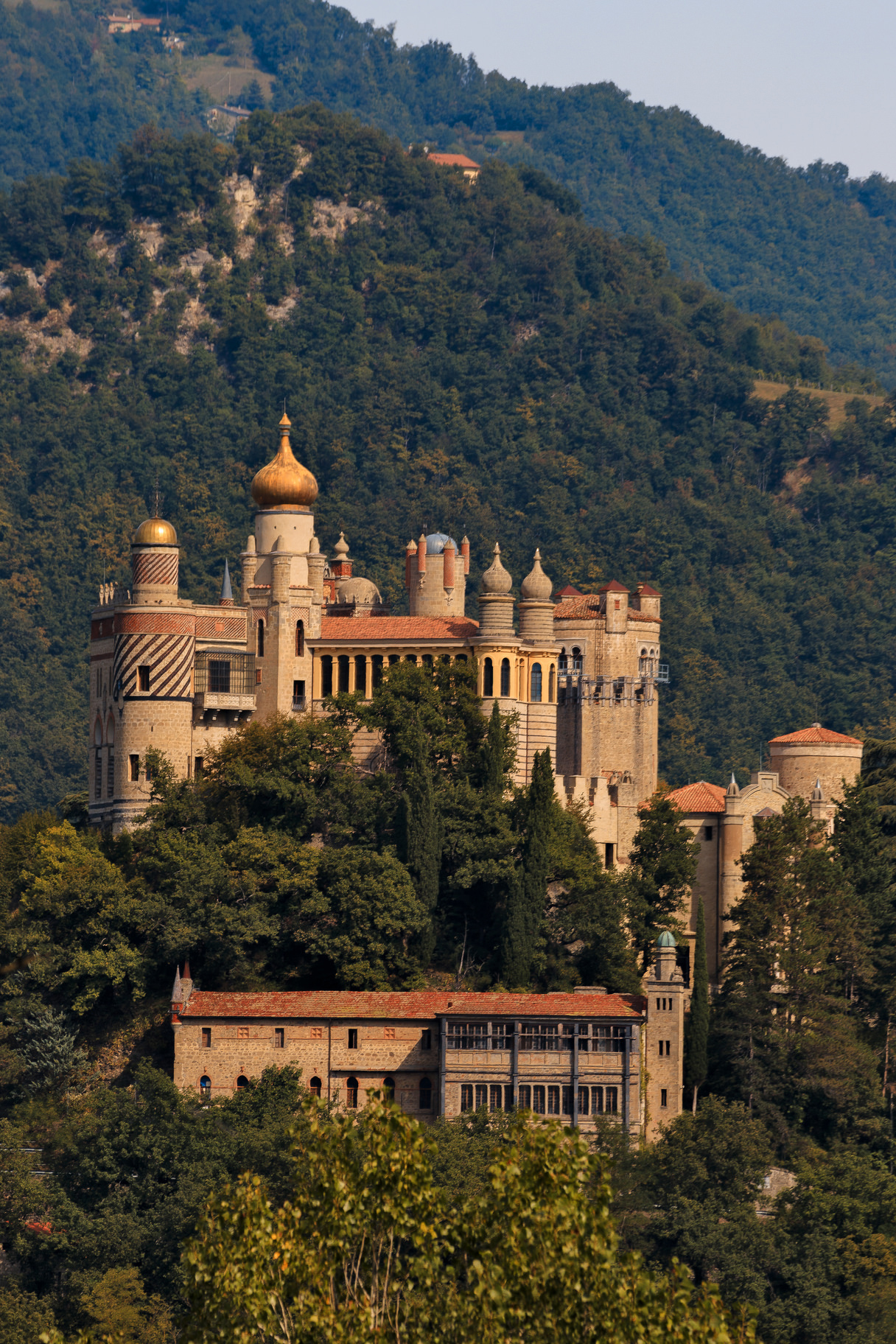
La Rocchetta Mattei

Prima di scegliere per la costruzione la località Savignano, pare che Cesare Mattei avesse visitato diversi posti. Il luogo fu preferito per molte ragioni: la comodità dell'accesso, l'isolamento del rialzo roccioso formante un gigantesco piedistallo naturale, l'ubicazione sulla confluenza dei fiumi Limentra e Reno, le vallate dei quali domina sovrano questo scoglio in faccia al pittoresco gruppo di Montovolo e Monvigese.
Costruita sulle rovine di una rocca precedente, essa attraversò diverse fasi costruttive con numerose aggiunte e modificazioni: l'insieme di edifici che forma il castello odierno è collocato su un complesso medievale, appartenuto agli imperatori Federico il Barbarossa e Ottone IV e dominio della contessa Matilde di Canossa, che vi tenne come custode un vassallo, Lanfranco da Savignano. La necessità della difesa del passaggio sul Reno rese prezioso questo castello ai sovrani del tempo; caduto in potere dei Bolognesi e creata una linea difensiva più avanzata, la rocca divenne inutile e fu distrutta nel 1293.
Il 5 novembre 1850 venne posta la prima pietra della Rocchetta, e già nel 1859 fu considerata abitabile, tanto che Cesare Mattei non se ne allontanò più. All'interno della Rocchetta il conte conduceva una vita da castellano medievale e arrivò a crearsi una corte, con tanto di buffone.
Il castello ospitava illustri personaggi che arrivavano da ogni dove per sottoporsi alle cure di Mattei. Sembra che, addirittura, ospiti della Rocchetta siano stati Ludovico III di Baviera e lo zar Alessandro II; nel 1925 fu visitata in forma ufficiale dal Principe di Piemonte. 

### Dopo la seconda guerra mondiale

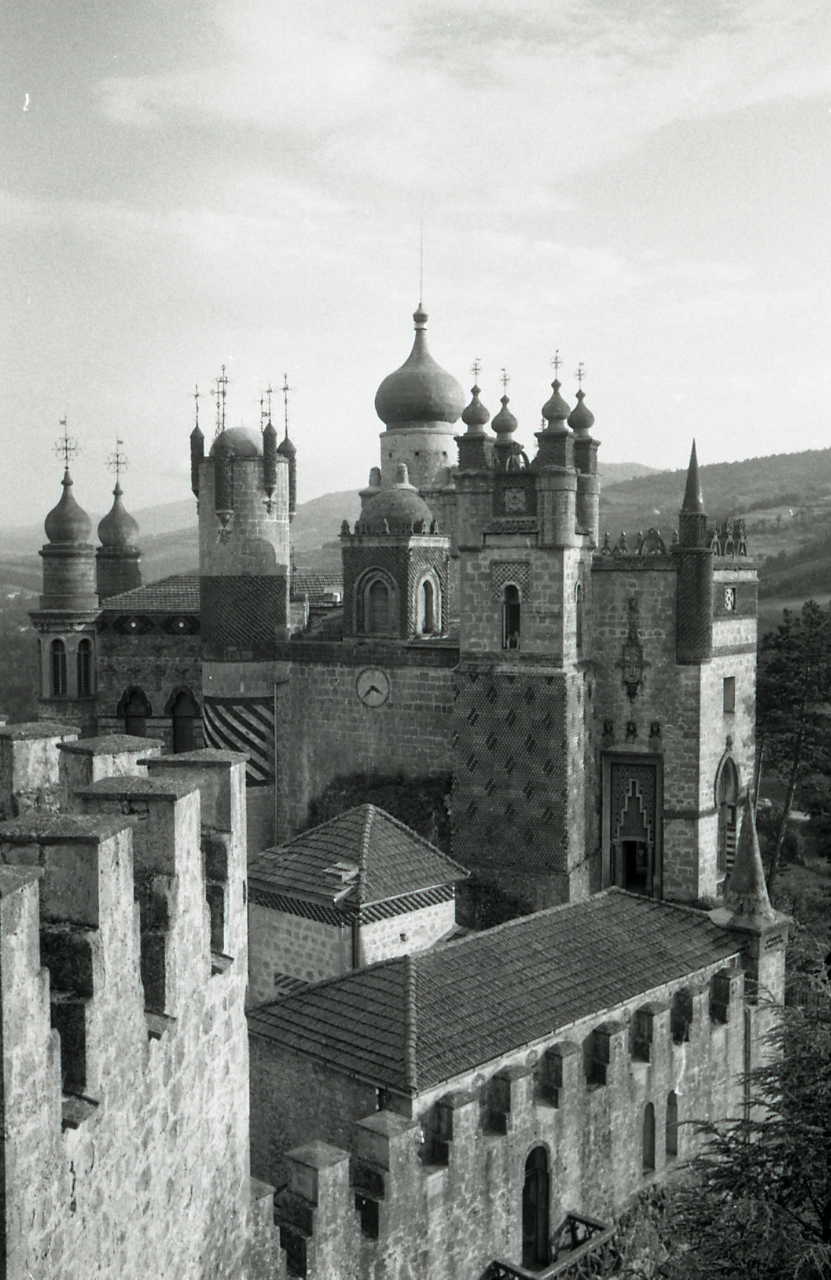
La Rocchetta fotografata da Paolo Monti nel 1956

Durante la guerra le truppe tedesche danneggiarono gli interni dell'edificio, tanto che a conflitto ultimato, l'ultima erede Iris Boriani, non riuscendo a vendere la Rocchetta, la offrì gratuitamente al comune di Bologna, che però non accettò la donazione.

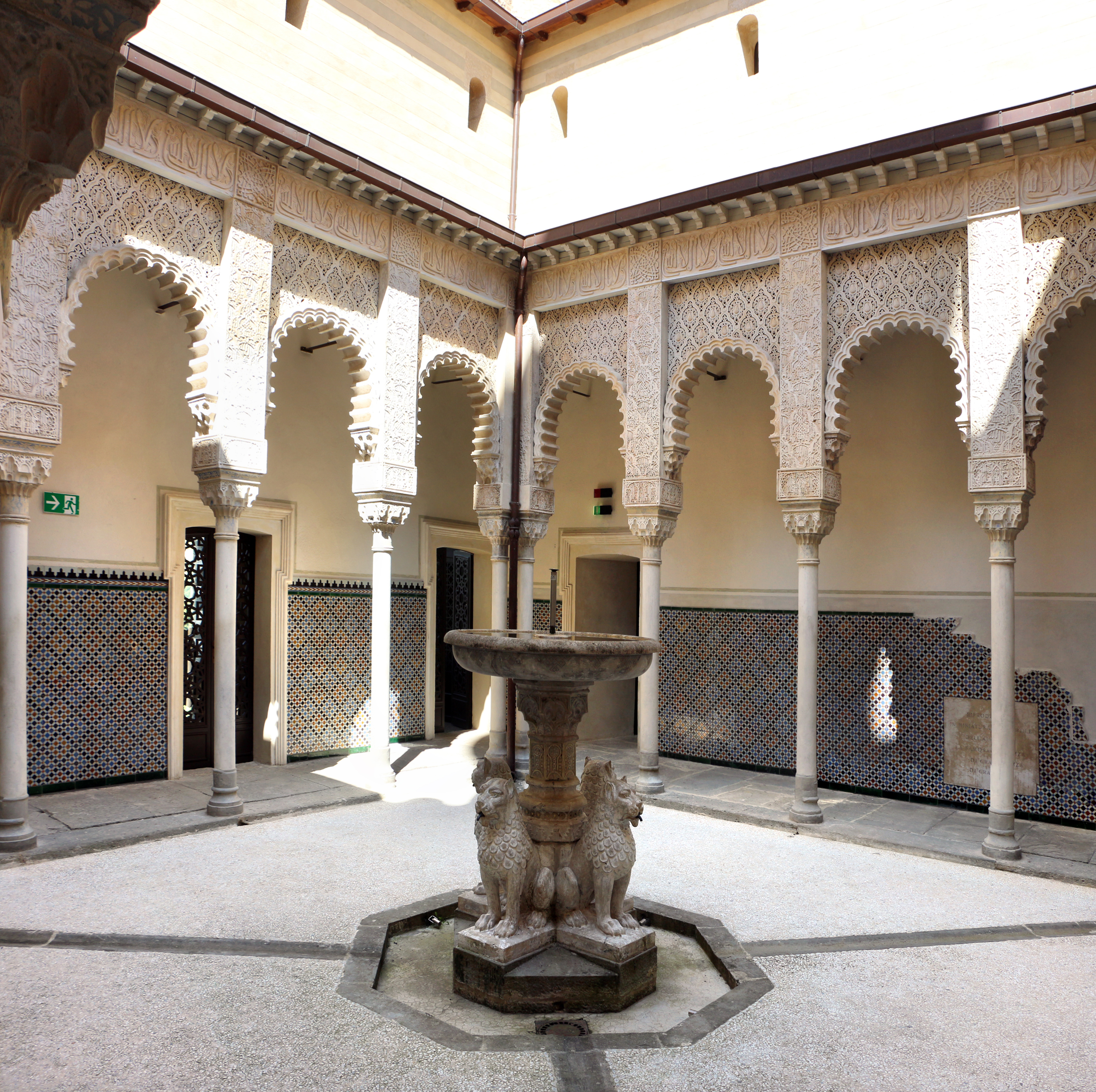
Il cortile dei Leoni

Nel 1959 la Rocchetta venne acquistata da Primo Stefanelli, che trasformò una delle costruzioni minori, già adibita a padiglione da caccia, in accogliente albergo con annesso ristorante, dal quale accedere all'adiacente ombroso parco, vera oasi di quiete e serenità. Stefanelli si pose l'obiettivo di riparare i danni per riportare il castello nelle originarie condizioni, per farne una meta turistica.  Nel 1989 Stefanelli morì e la situazione precipitò; per problemi vari la Rocchetta fu chiusa al pubblico.
Nel 1997 nacque un comitato per la tutela del castello che sembrava destinato alla rovina, nel totale abbandono dei proprietari e delle istituzioni governative; diverse iniziative al riguardo, una catena umana attorno alla Rocchetta, conferenze e dibattiti riscossero molto successo. Nel 2000 viene istituito un museo sul conte Cesare Mattei, sulla Rocchetta Mattei e sull'elettromeopatia a Riola di Vergato in via Nazionale 117, nella sede del Comitato "Archivio Museo Cesare Mattei", il quale continua tutt'oggi nella raccolta di reperti storici inerenti alla vita del conte Cesare Mattei.
Nel 2006 la Fondazione della Cassa di Risparmio in Bologna annunciò l'acquisizione della Rocchetta Mattei, sottoposta a lavori di restauro, terminati con la riapertura al pubblico il 9 agosto 2015.

## Descrizione

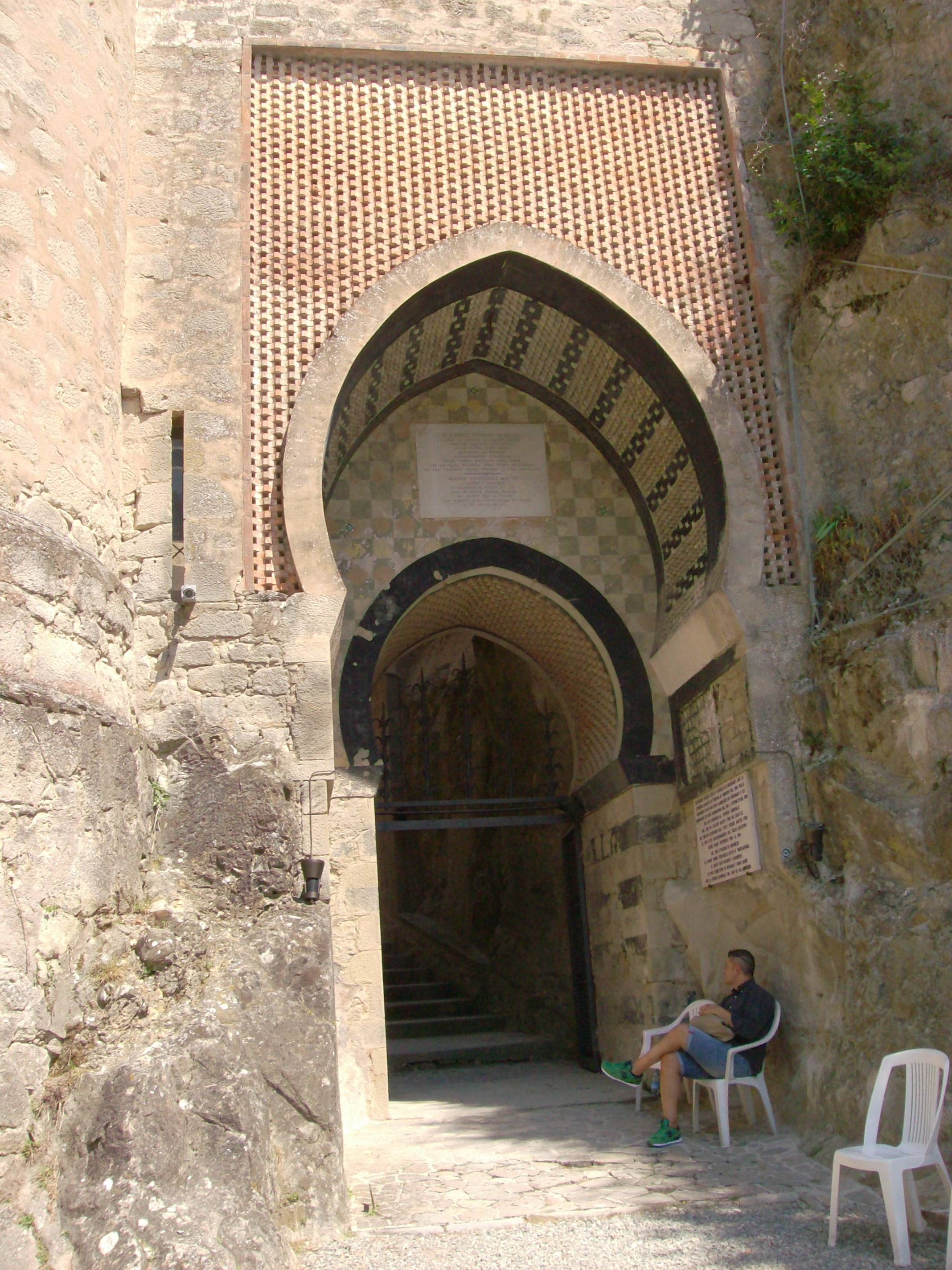
L'entrata della Rocchetta

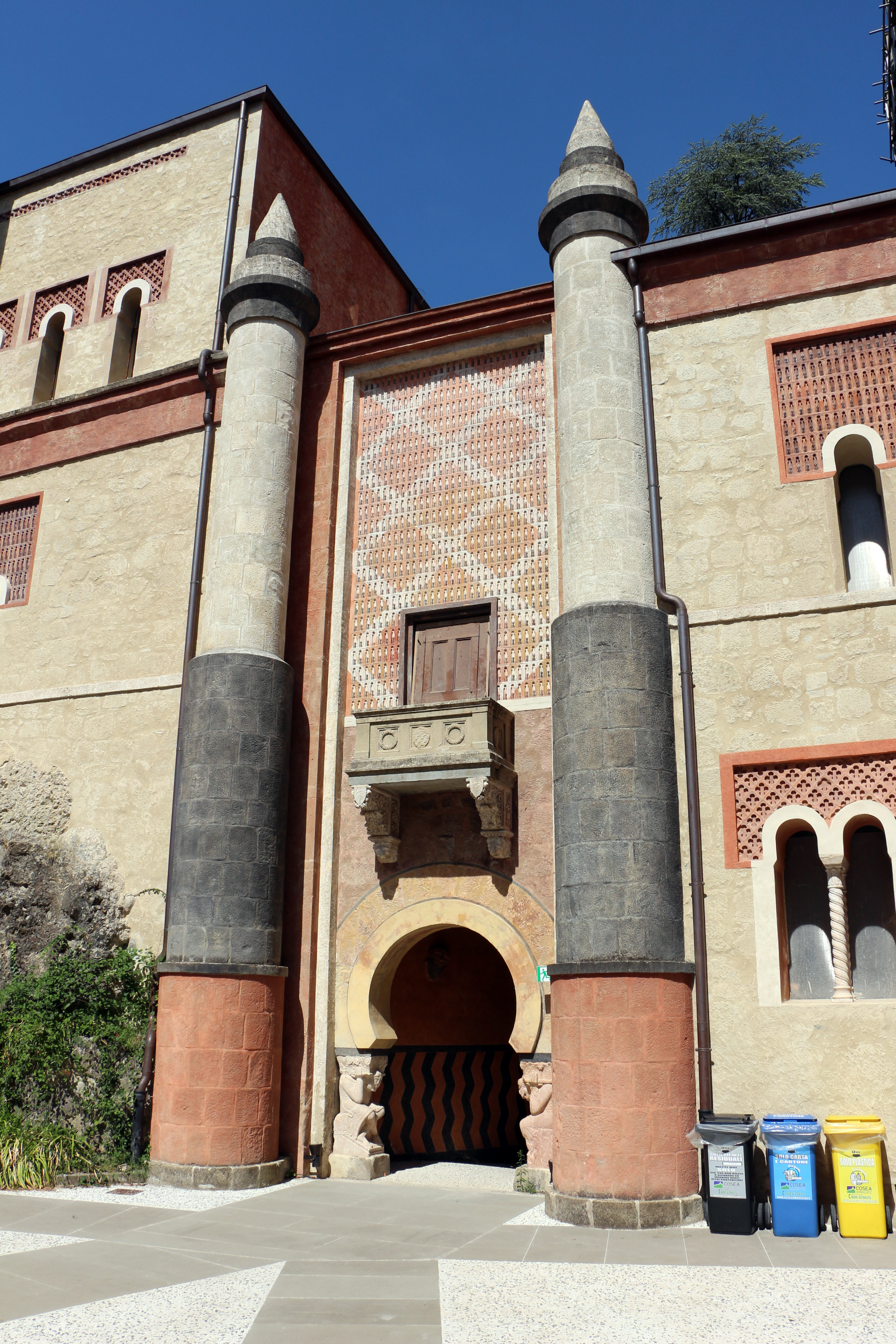
Il cortile principale

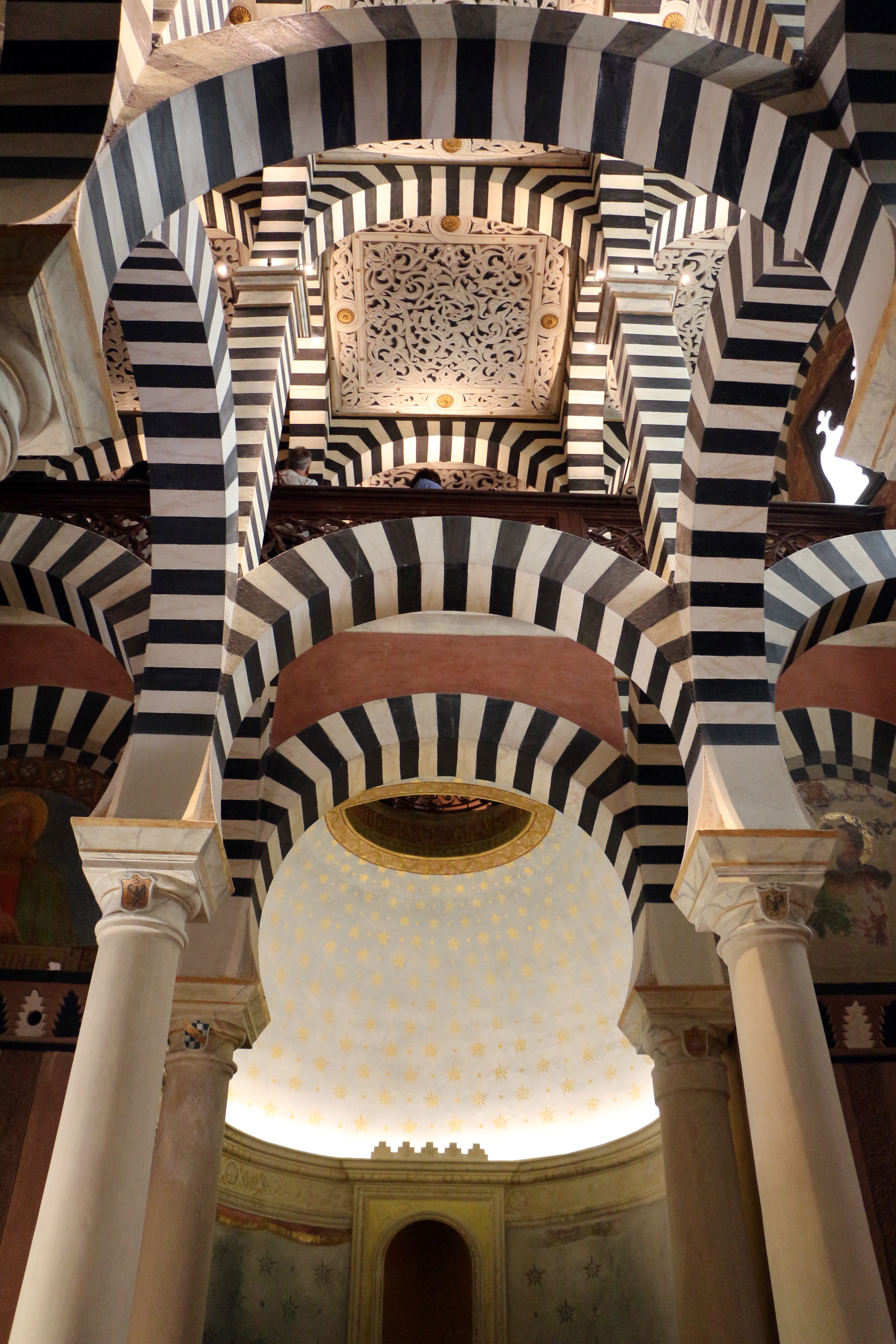
La cappella

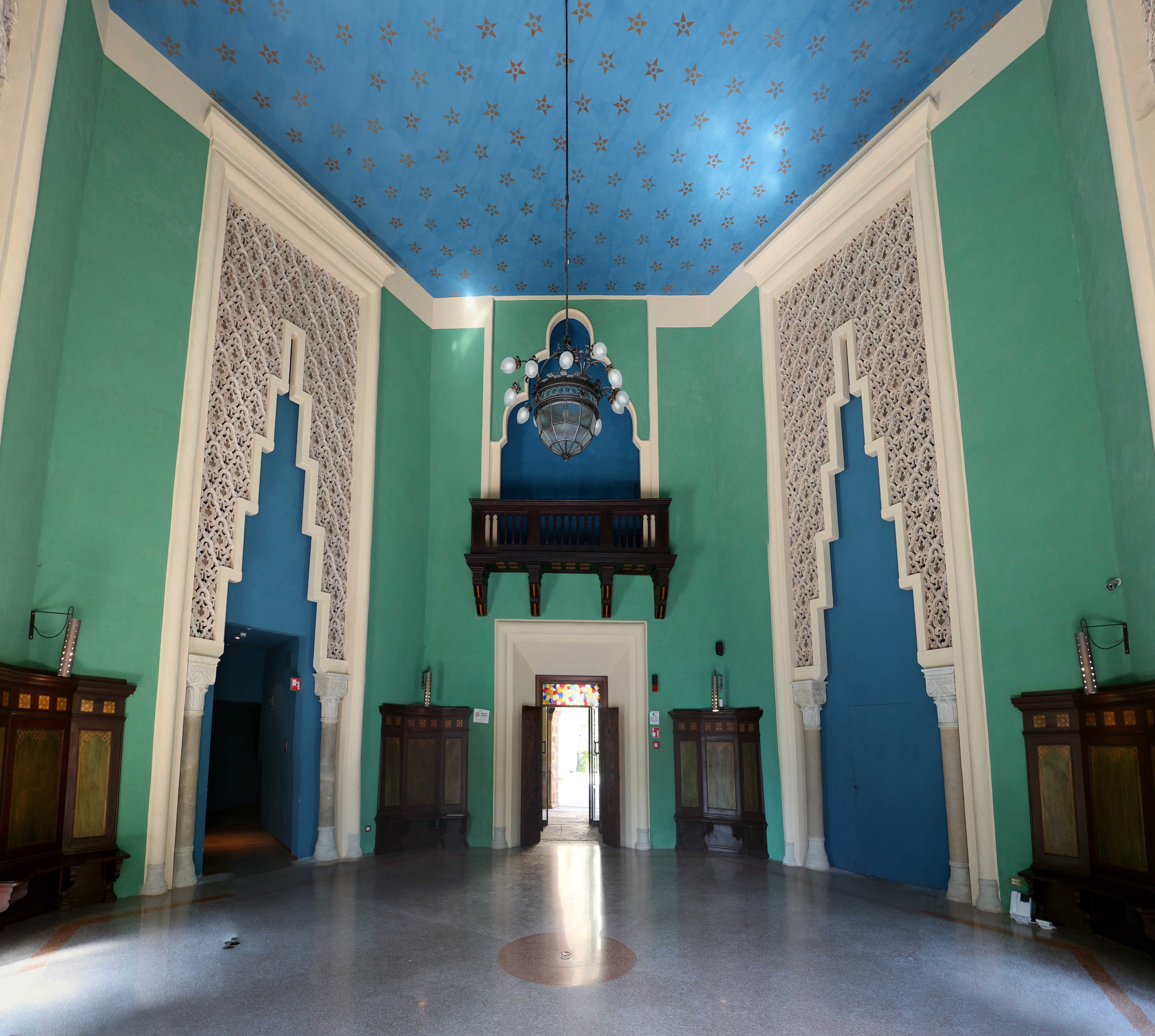
La Sala dei Novanta

Lo stile prevalente è il moresco, a cui si aggiunge l'architettura italiana medioevale e moderna.
L'ingresso principale si apre sulla strada provinciale n. 62 “Riola - Camugnano - Castiglione dei Pepoli”, diramazione della strada statale 64. Un'iscrizione in alto ricorda l'origine e il compimento dell'edificio con le parole seguenti:
Una comoda scala conduce al vestibolo del corpo abitato. Un ippogrifo è a guardia dell'entrata, per la quale si passa in un cortile scavato nella roccia. Due gnomi a guisa di cariatidi sostengono lo stipite di una porta di faccia. Il catino monolite che occupa il centro proviene dalla parrocchiale di Verzuno ove serviva da battesimale. Nell'angolo sinistro del cortile il 5 novembre 1850, alla presenza di pochi amici, Cesare Mattei pose la prima pietra della costruzione, da lui chiamata col vezzeggiativo di Rocchetta.
Dallo stesso lato una porta conduce a una scaletta e poi al magnifico loggiato noto come Loggia Carolina in stile orientale. La scala della torre conduce, attraverso un ponte levatoio, a una stanzetta dalle finestre piccole e dal soffitto a stalattiti, che fu la camera da letto del Mattei, in cui sono ancora conservati i mobili originali e le pipe di proprietà del conte. Quasi di fronte si trova la scala delle visioni dove una fantasia allegorica nella volta rappresenta la nuova scienza omeopatica che vince la vecchia medicina. Due distici del latinista abate Giordan, nizzardo, amico del Mattei e ospite in Rocchetta, celebrano la vittoria:
La scala conduce alla sala inglese sull'alto del torrione principale. Ritornando nella Loggia Carolina si trovano la camera bianca e la camera turca. Dopo un breve tratto di roccia scoperta, rupe e balcone allo stesso tempo, si trova il cortile dei Leoni, la parte meglio riuscita dell'intero edificio, riproduzione del cortile dell'Alhambra di Granada. A lato del cortile dei Leoni vi è l'ingresso a una specie di vasta cantoria, che sovrasta l'interno della chiesa del castello. In un'arca rivestita di maioliche si trovano le spoglie di Cesare Mattei. L'arca non riporta alcun nome, ma soltanto un'iscrizione:
Ripassando dal cortile dei Leoni si entra nel salone della pace, così chiamata in omaggio alla fine vittoriosa della Grande Guerra, e successivamente nella sala della musica nella chiesa, imitazione della cattedrale di Cordova. Accanto alla chiesa si trova il salone dei novanta, così chiamato perché il conte Mattei avrebbe voluto tenervi un banchetto di vecchi nonagenari raggiunta questa età. Morì prima del tempo senza aver vista la sala compiuta, terminata dal figlio adottivo Mario Venturoli Mattei. Si esce nel parco, e da qui un'elegante scala in macigno conduce alla Porrettana. Varie costruzioni minori, destinate un tempo a locali di servizio e oggi trasformate in villette, coronano il corpo principale.

### Lo stemma della famiglia Mattei
Nella Rocchetta sono presenti raffigurazioni dello stemma della famiglia Mattei, la cui descrizione araldica (blasonatura) è la seguente: «scaccato d'argento e di verde di cinque file alla banda d'oro attraversante sul tutto, col capo dell'Impero».

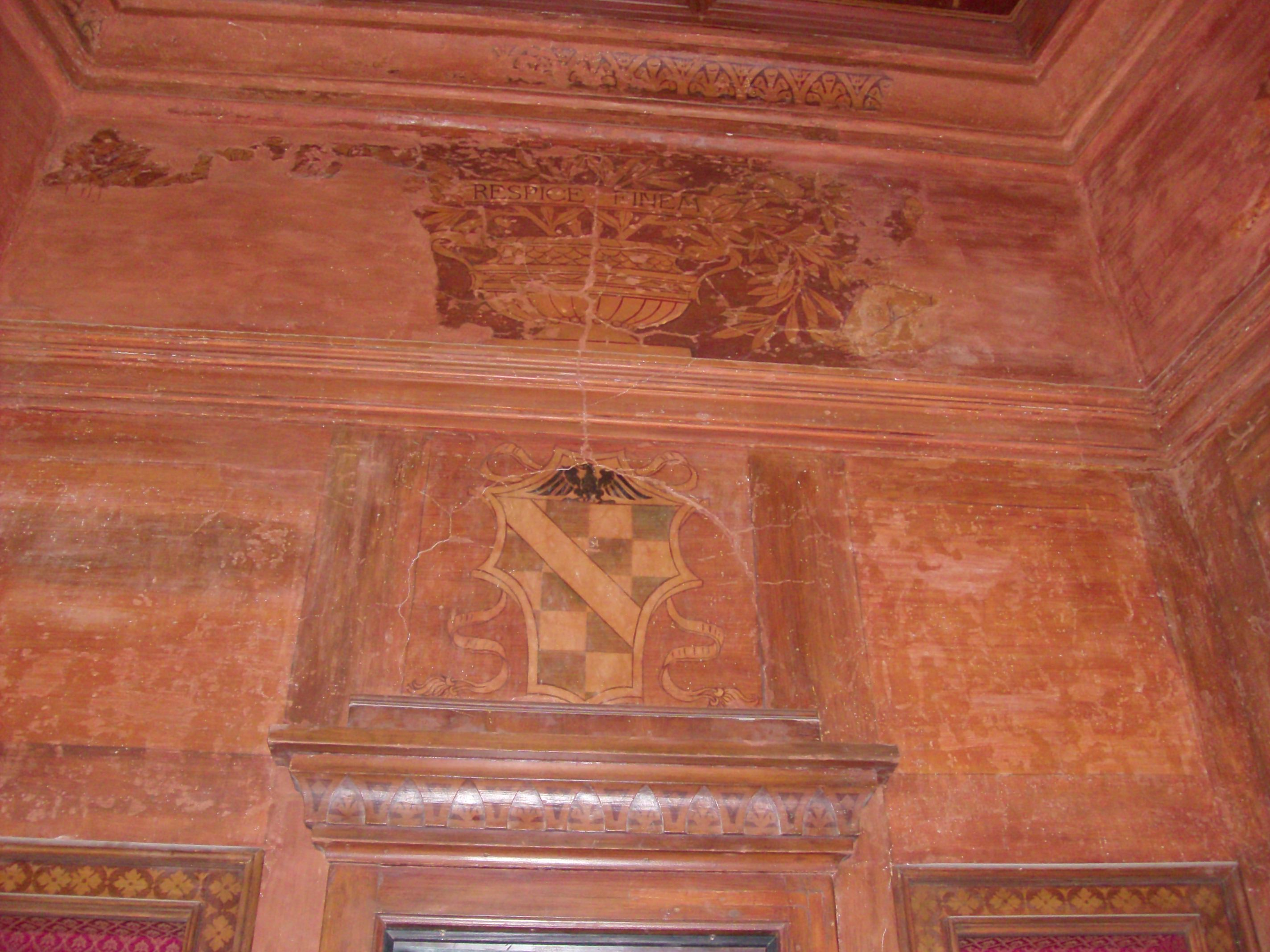
Lo stemma della famiglia Mattei completo di tutti i suoi elementi
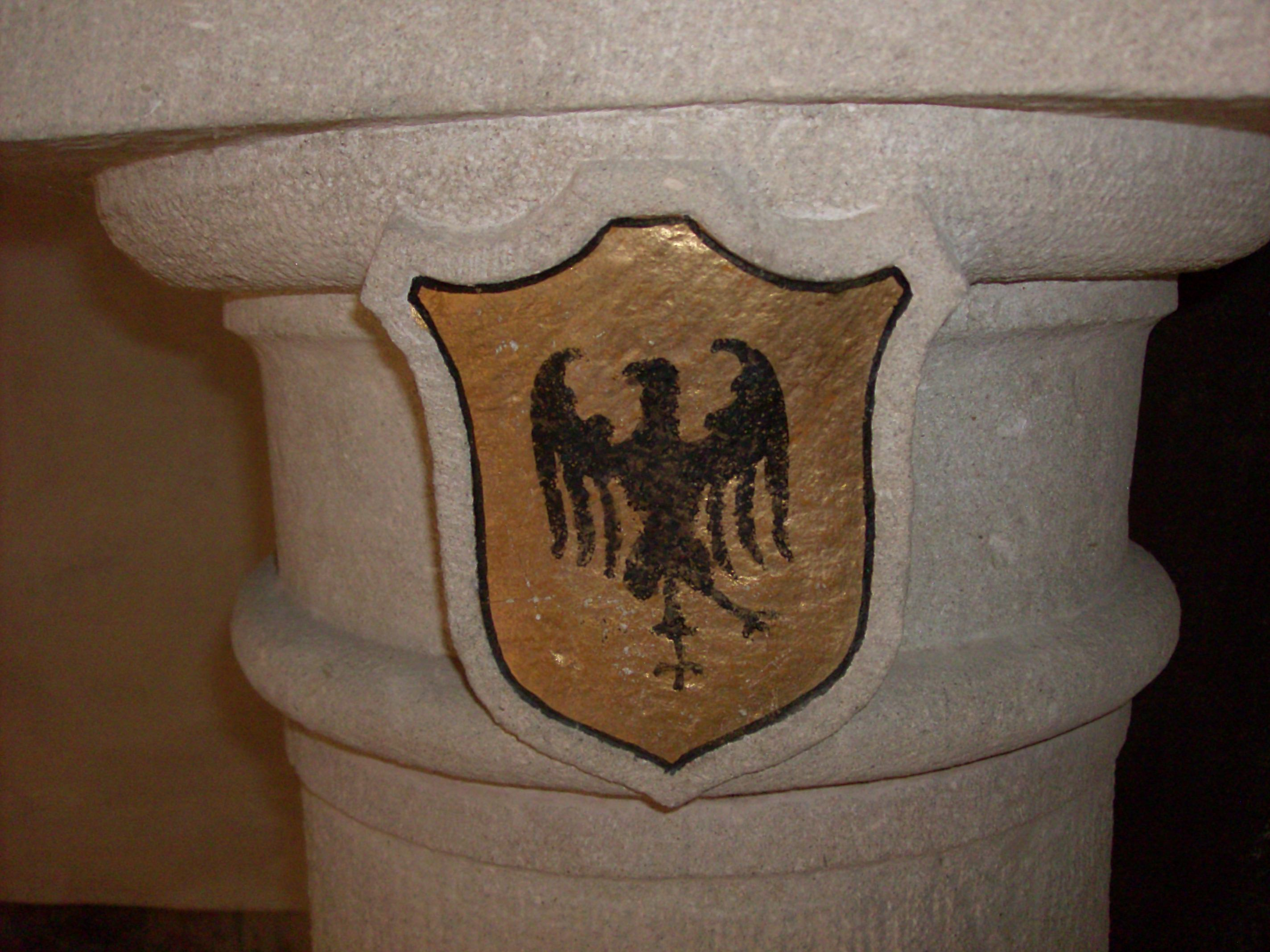
La parte superiore dello stemma della famiglia Mattei: il capo dell'Impero
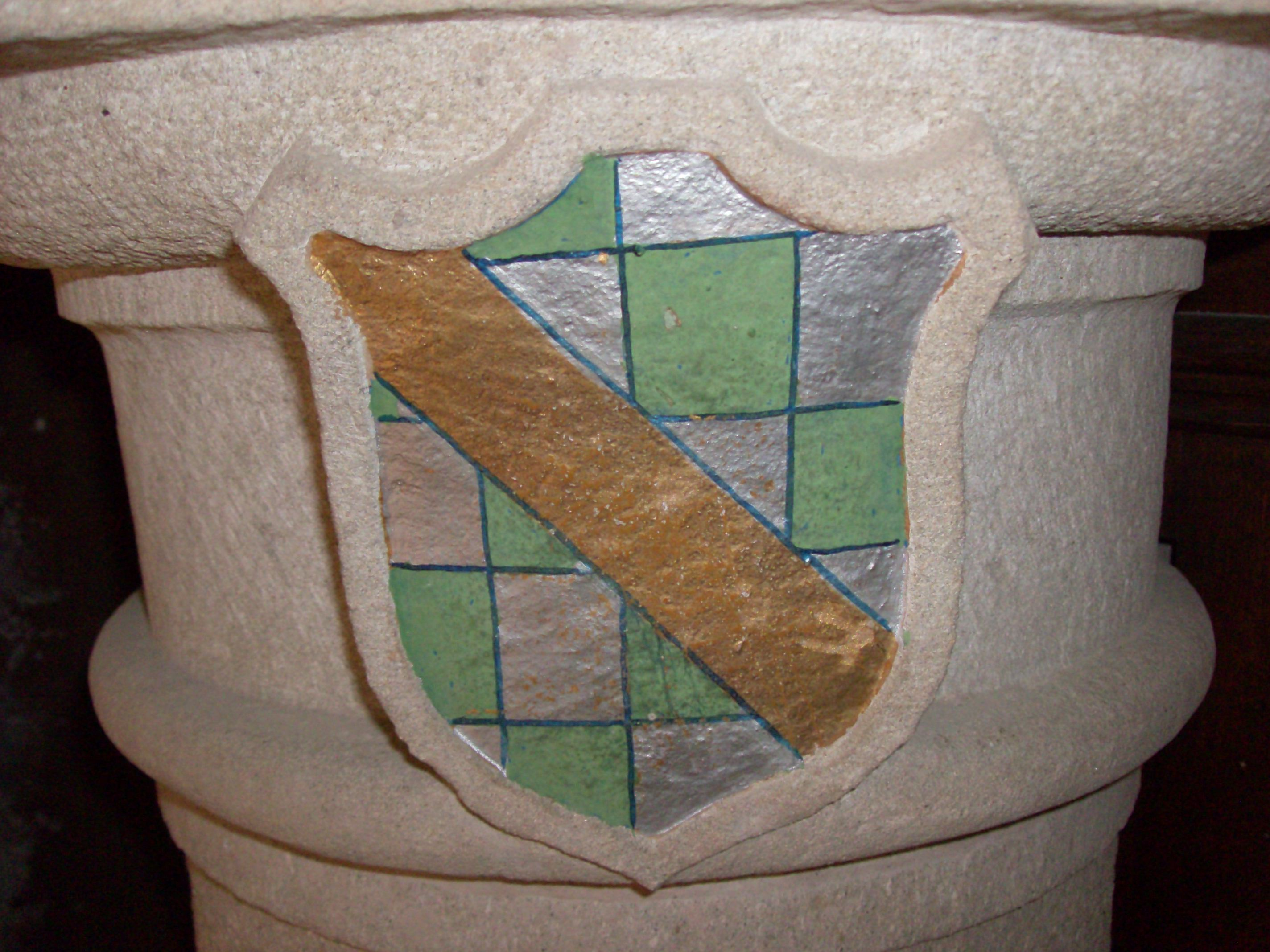
La parte inferiore dello stemma della famiglia Mattei: scaccato d'argento e di verde di cinque file alla banda d'oro attraversante sul tutto

## Influenza nell'arte e nella letteratura
La Rocchetta fa da sfondo al romanzo giallo dello scrittore bolognese Loriano Macchiavelli, Delitti di gente qualunque, pubblicato nel 2009.
Sono ambientati all'interno della Rocchetta Mattei i film:
- Balsamus, l'uomo di Satana, 1968, di Pupi Avati;
- Tutti defunti... tranne i morti, 1977, di Pupi Avati
- Enrico IV, 1984, di Marco Bellocchio.